# Daniel Bennett Smith

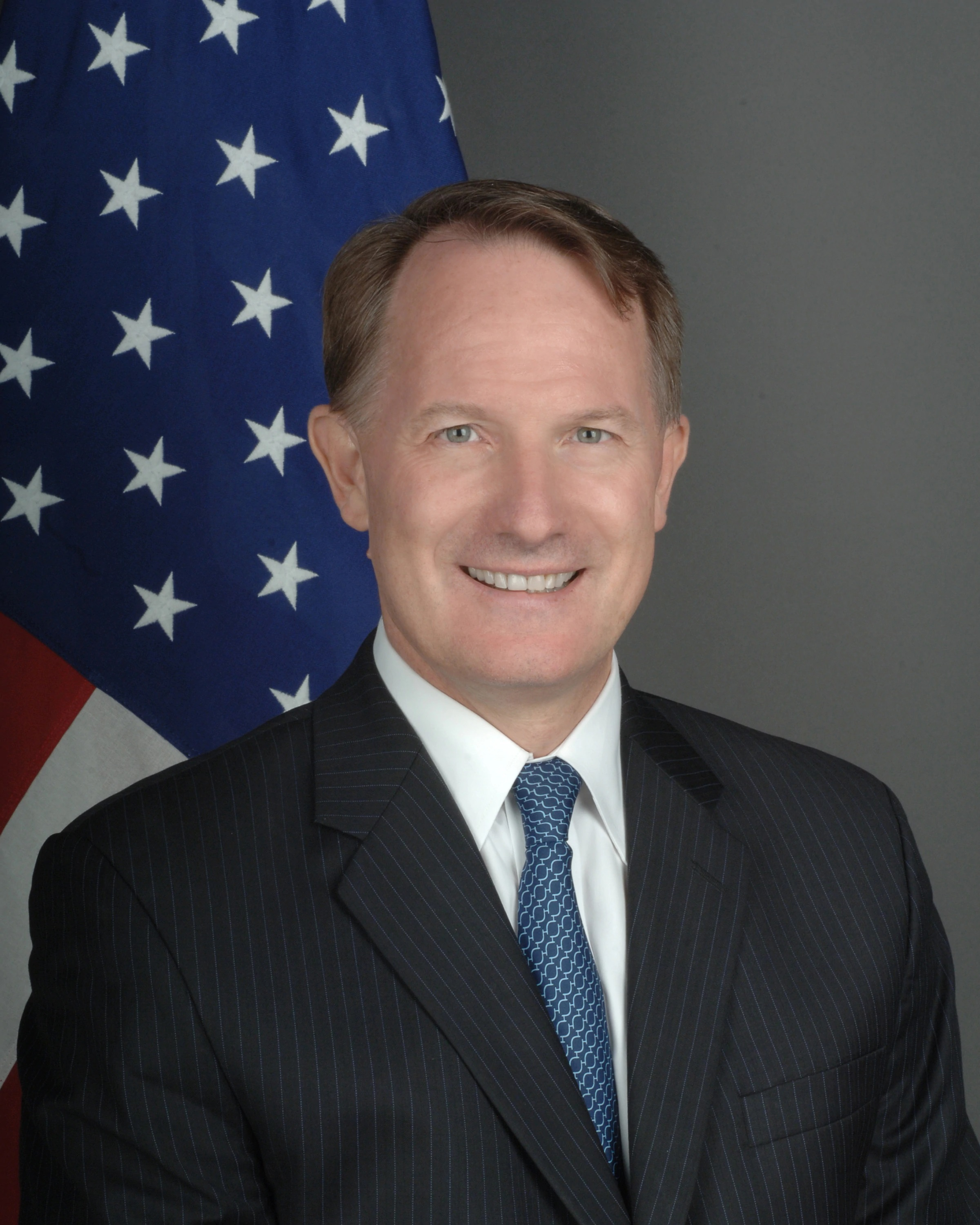
Daniel Bennett Smith

Daniel Bennett Smith (geboren am 6. März 1956) ist ein US-amerikanischer Diplomat, der vom 20. bis zum 26. Januar 2021 kommissarischer Außenminister der Vereinigten Staaten war. Er diente vorher als Assistant Secretary of State for Intelligence and Research sowie als Botschafter der Vereinigten Staaten in Griechenland. Seit 2018 leitet er das Foreign Service Institute, die primäre Schulungseinrichtung der US-Regierung für Angehörige des auswärtigen Dienstes. Als kommissarischer Minister folgte er auf Mike Pompeo, dessen Amtszeit mit dem Ende des Kabinetts Trump auslief. Smith leitete das Außenministerium auf Berufung durch den neuen US-Präsidenten Joe Biden, bis Antony Blinken durch den Senat der Vereinigten Staaten als offizieller Amtsinhaber bestätigt worden war.